# リサ (BLACKPINK)
リサ（英: LISA、朝: 리사、泰: ลิซ่า、1997年3月27日 - ）は、タイ出身の韓国の歌手、ラッパー、ダンサー、ファッションモデル。MBE。ガールズグループ・BLACKPINKのメンバー。LLOUD所属。元YGエンターテインメント所属。本名はラリサ・マノバン（朝: 라리사 마노반、泰: ลลิษา มโนบาล、英: Lalisa Manobal）。

## 来歴

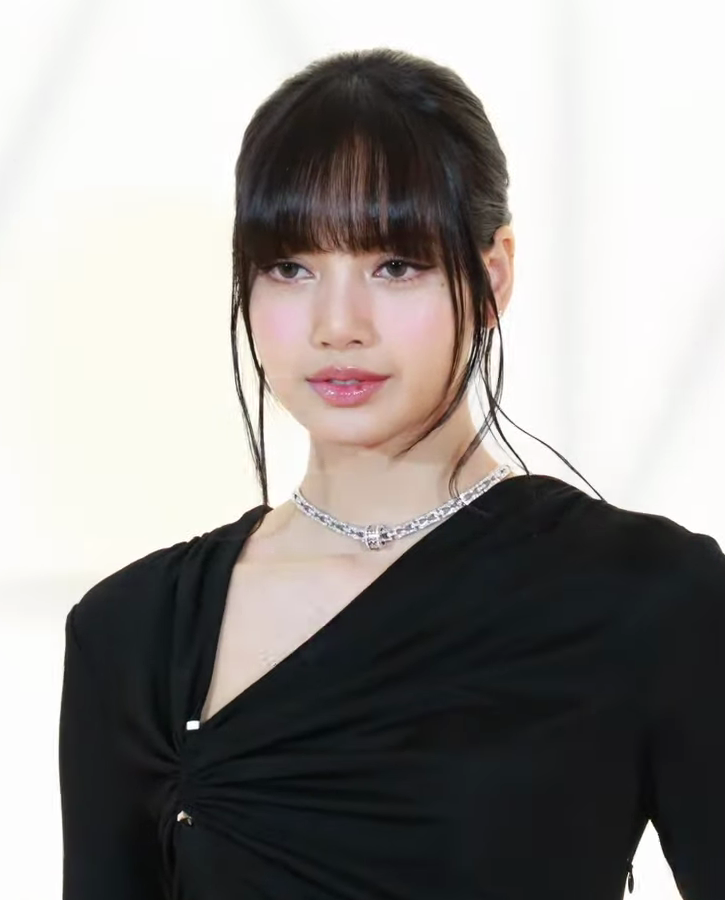
ブルガリのイベントに参加するリサ

1997年、タイのブリーラム県に生まれ、タイ人の母とスイス人の継父に育てられた。出生名はプランプリヤ・マノバンで、後にラリサ・マノバンに改名。幼い頃から本格的にダンスを習っており、同じタイ出身のGOT7のベンベンとは同じダンススクールに通っていた。
2011年、14歳の時にタイで開催されたYGエンターテインメントのグローバルオーディションを受け、約4000人の中からたった一人合格し、韓国に移住。ダンスの実力が買われ、オーディションの時点でメインダンサーとして指名されていた。
2016年8月8日、約5年間の練習生期間を経て、4人組女性アイドルグループ「BLACKPINK」のメンバーとしてデビュー。YGエンターテインメント初の非韓国人メンバーとなった。
2018年11月5日、自身のYouTubeチャンネル「Lilifilm Official」を開設し、2019年7月までに4本の動画を公開した時点で登録者数100万人を突破した。
2020年3月12日から、韓国のオーディション番組『PRODUCE 101』の中国版ともいわれる『青春有你2』に、参加者にダンス指導を行うダンスメンターとして出演。翌2021年2月18日放送開始の『青春有你3』にも同じくダンスメンターとして出演した。また、同年には、若手デザイナーの登竜門ともいわれるフランスのANDAMファッション・アワードのゲスト審査員に選出された。
2021年9月10日、シングルアルバム『LALISA』で、ジェニーとロゼに続くメンバーで3人目のソロデビューを果たした。タイトル曲「LALISA」のミュージックビデオは公開2日でYouTube再生回数1億回を突破し、K-POPソロアーティストの最短記録を更新。同ソロアルバムの初週セールスは73万枚を突破し、BLACKPINKが保持していた初動記録を塗り替え、K-POP女性アーティストの初週セールス歴代1位となった（HANTEOチャート調べ）。また、アメリカ・ビルボードの「グローバル200」でも2位を記録。2022年8月にアメリカで開催されたMTVビデオ・ミュージック・アワード（MTV VMA）では「ベストK-POP部門」を受賞し、VMAで賞を獲得した初のK-POPソロアーティストとなった。
2021年10月22日、DJスネイクの新曲「SG」に参加。
2023年12月、BLACKPINKはYGエンターテインメントとグループ活動に関する再契約を締結したことを発表したが、個人活動については契約を交わさないこととなった。2024年2月に自主レーベル「LLOUD」の設立を発表。4月10日にはソロ・プロジェクトのため米・RCAレコードと契約したことが発表された。6月6日に新たなTikTokアカウントを開設。わずか2時間18分でフォロワー数100万人を突破し、ギネス新記録を達成した。
2024年6月28日 (JST)、ソロ“新章”第1弾シングル「Roockstar」をリリース。8月15日、ロザリアとのコラボ曲「ニュー・ウーマン feat. ロザリア」を配信リリース。10月18日、1997年にリリースされたシックスペンス・ノン・ザ・リッチャーの代表曲「キス・ミー」をサンプリングした楽曲「ムーンリット・フロア」を配信リリース。
2025年2月7日、1stアルバムの先行公開曲としてデジタルシングル「Born Again」をリリース。
2025年2月28日、1stアルバム「Alter Ego」をリリース予定。

## 人物
身長167 cm、血液型はO型。母語のタイ語以外に、練習生になってから習得した朝鮮語、英語、日本語、中国語を話すことができる。
BLACKPINKの最年少メンバーで、メインダンサーとリードラッパーを担当している。中でもダンスの実力は、K-POP界の中でもトップクラスである。
Instagramのフォロワー数が2024年1月時点で1億人を超え、K-POPアーティストの中で1位を記録している。2019年には、Googleで最も検索された女性アイドル1位となった。
ファッションアイコンとしても高い注目を集め、2020年からはファッションブランド「セリーヌ」、「ブルガリ」、コスメブランド「M·A·C」などのグローバルアンバサダーを務めている。
日本で活動している女子格闘家（女子K-1ファイター、初代K-1 WORLD GP 女子アトム級王者）のパヤーフォン・SWタワン（旧リングネーム:パヤーフォン・アユタヤファイトジム）は親戚で祖父同士が兄弟のはとこの関係にあたる。

## ディスコグラフィ

### シングルアルバム
| No.                             | 発売日                          | タイトル                        | 収録曲                                                       | 順位                            | 売上枚数                        |
| YGエンターテインメント レーベル | YGエンターテインメント レーベル | YGエンターテインメント レーベル | YGエンターテインメント レーベル                              | YGエンターテインメント レーベル | YGエンターテインメント レーベル |
| ------------------------------- | ------------------------------- | ------------------------------- | ------------------------------------------------------------ | ------------------------------- | ------------------------------- |
| 1st                             | 2021年9月10日                   | LALISA                          | 収録曲 1. LALISA 2. MONEY 3. LALISA (Inst.) 4. MONEY (Inst.) | 1位                             | 822,814枚                       |

### デジタルシングル
| No. | 配信日         | タイトル                           | 規格     | 収録アルバム |
| --- | -------------- | ---------------------------------- | -------- | ------------ |
| 1   | 2021年10月22日 | SG                                 | 音楽配信 | 未収録       |
| 2   | 2024年6月27日  | Rockstar                           | 音楽配信 | Alter Ego    |
| 3   | 2024年8月15日  | New Woman (feat. RosalÍa)          | 音楽配信 | Alter Ego    |
| 4   | 2024年10月8日  | Moonlit Floor (Kiss Me)            | 音楽配信 | Alter Ego    |
| 5   | 2025年2月7日   | Born Again (feat. Doja Cat & RAYE) | 音楽配信 | Alter Ego    |

### ミュージックビデオ
| 公開日         | タイトル                         | リンク |
| -------------- | -------------------------------- | ------ |
| 2021年9月10日  | LALISA                           | ▶      |
| 2021年4月5日   | MONEY                            | ▶      |
| 2021年10月22日 | SG                               | ▶      |
| 2024年6月27日  | ROCKSTAR                         | ▶      |
| 2024年8月16日  | NEW WOMAN feat. RosalÍa          | ▶      |
| 2025年2月7日   | BORN AGAIN feat. Doja Cat & RAYE | ▶      |
| 2025年2月28日  | FUTW (Vixi Solo Version)         | ▶      |
| 2025年5月16日  | WHEN I’M WITH YOU feat. Tyla     | ▶      |

## 出演

### テレビ番組
- リサTV（2017年、全3回、OnStyle）
- 本物の男300（2018年9月21日 - 11月2日、全6回、MBC）
- 青春有你2（2020年3月12日 - 5月30日、iQIYI） - ダンスメンター
- 青春有你3（2021年2月18日 - 5月1日、iQIYI） - ダンスメンター
- ホワイト・ロータス/諸事情だらけのリゾート（2025年、HBO） -  ティダポン・ソーンシン

### ミュージックビデオ
- SOL「RINGA LINGA」（2013年） - バックダンサー